# Diabrotica virgifera
La diabrotica del mais (Diabrotica virgifera LeConte, 1868) è un insetto di origine americana appartenente all'ordine Coleoptera, famiglia Chrysomelidae,  sottofamiglia Galerucinae. Può arrecare gravi danni al mais se la coltura viene ripetuta per due o più anni di seguito sullo stesso appezzamento.
Sono note due sottospecie: Diabrotica virgifera virgifera e Diabrotica virgifera zeae, diffusa soprattutto in Messico. Una specie simile, Diabrotica barberi, diffusa in Nord America, ha un ciclo biologico che non si discosta da quello di Diabrotica virgifera (anche se le uova possono schiudere dopo due anni dall'ovideposizione).

## Descrizione

### Adulto
Gli insetti adulti presentano colorazione giallo - brunastra e dimensioni di 5 – 6 mm di lunghezza. La colorazione delle elitre è utile per distinguere il sesso dell'insetto: i maschi presentano elitre scure con la parte caudale giallastra, mentre le femmine presentano tre strisce simmetriche scure su sfondo giallastro. Inoltre le antenne dei maschi sono più lunghe di quelle delle femmine.

### Uovo
Le uova misurano circa 0,65 x 0,45 mm e sono generalmente di colore giallo pallido.

### Larva

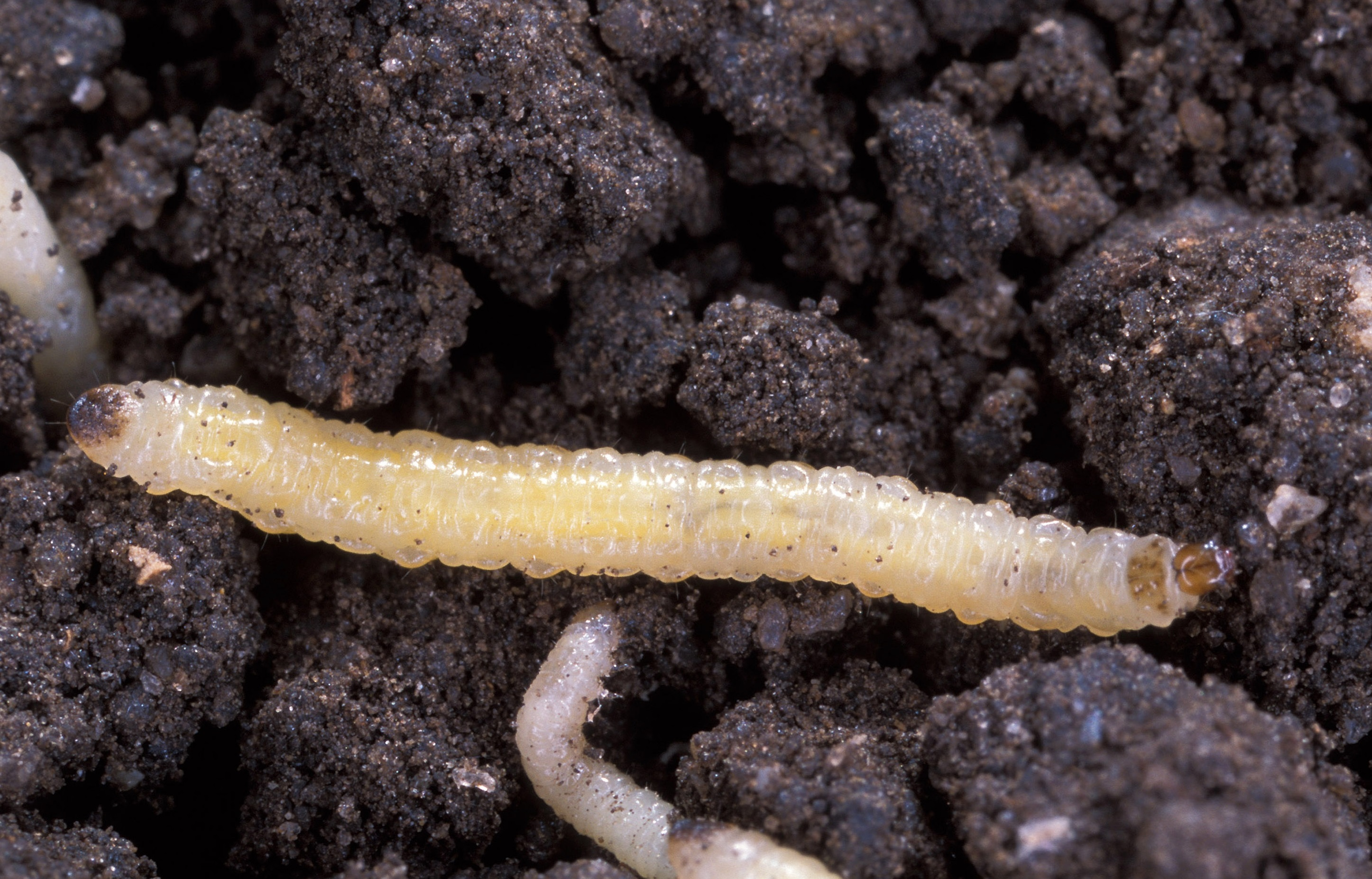
Larva di Diabrotica

Le larve mature misurano 12 – 18 mm di lunghezza e sono grinzose, di colore biancastro con capo scuro e una placca bruna sulla parte superiore dell'ultimo segmento addominale. Prima di giungere a maturità attraversano tre stadi di sviluppo.

### Pupa
Le pupe sono di colore bianco.

## Biologia
Diabrotica virgifera virgifera sverna come uovo deposto nel terreno ad una profondità di circa 15 cm nei mesi di luglio - agosto. La profondità è influenzata dalla tessitura del terreno, diventando più superficiale nei terreni pesanti.
Le larve sono rinvenute nelle zone del Nord Italia a partire dal mese di maggio con un picco attorno a metà giugno, anche se la schiusa può protrarsi fino ad inizio luglio. I primi danni si manifestano a giugno ma diventano evidenti soltanto verso la prima decade di luglio.
La temperatura ottimale per lo sviluppo delle larve è di circa 22 °C; a questa temperatura lo stadio larvale dura circa 30 giorni. La percentuale di sopravvivenza è favorita dall'umidità del terreno e dalla presenza di piante ospiti. Le larve mature si localizzano vicino alla superficie del terreno dove si impupano. La durata dello stadio pupale è di 1-2 giorni a 22 °C.
Negli areali della Pianura Padana gli adulti volano da giugno sino a ottobre. Il picco degli adulti si ha tra la fine di giugno e la prima decade di luglio, in corrispondenza della fioritura del mais. In seguito, fino ad ottobre le popolazioni degli adulti si mantengono in calo costante.
Gli adulti sono maggiormente attivi ad una temperatura compresa tra 23 e 27 °C; mentre nelle ore più calde, quando la temperatura supera i 30 °C si aggregano sulle porzioni della pianta meno esposte al sole, protetti dalle brattee della spiga o dalle guaine fogliari. La durata della vita degli adulti è influenzata da fattori quali fotoperiodo e disponibilità alimentare; studi di laboratorio hanno indicato una durata variabile da 50 giorni a circa tre mesi.
Entro una settimana dallo sfarfallamento si hanno i primi accoppiamenti, che proseguiranno per l'intero periodo di vita degli adulti; sia i maschi che le femmine possono accoppiarsi più volte nella loro vita. La fecondità delle femmine dipende principalmente da temperatura, fotoperiodo e disponibilità di alimento; mediamente vengono deposte 400 uova anche se il loro numero può variare da circa 100 a 1000.
Grazie all'azione del vento o sfruttando diversi vettori tra cui l'uomo, gli adulti possono spostarsi anche di 25 – 40 km l'anno.
La profondità di deposizione può giungere a 35 cm, anche se in genere il maggior numero di uova si trova a 15 cm di profondità. Le femmine depongono le uova in piccoli gruppi e completano la deposizione in circa 20 giorni prediligendo terreni umidi e sciolti. Viene effettuata una sola generazione annua.

### Alimentazione
L'insetto vive a spese del mais sul quale può provocare danni molto gravi ed ingenti perdite economiche; le larve sono però in grado di svilupparsi su altre Poaceae. Occasionalmente gli adulti vengono ritrovati su specie appartenenti alle famiglie delle Asteraceae, Fabaceae, Cucurbitaceae, Convolvulaceae e Rosaceae.

## Distribuzione e habitat
In Europa è stata rinvenuta nel 1992 in Serbia presso l'aeroporto di Belgrado; nella Comunità Europea la Diabrotica è stata segnalata per la prima volta nel 1998 vicino all'aeroporto Marco Polo di Venezia in un campo di mais. In seguito è stata rinvenuta in Lombardia nei pressi dell'aeroporto di Malpensa e in Piemonte in provincia di Novara. Attualmente è diffusa in particolare al Nord Italia nelle principali zone maidicole.
È presente in numerosi stati europei (in particolare Serbia, Croazia, Ungheria, Romania, Bulgaria, Bosnia e Svizzera); in America è diffusa in Canada e negli Stati Uniti.,

## Danni
I danni sono causati sia dalle larve che dagli adulti, anche se sono le prime a causare le maggiori perdite di resa.
Le larve nutrendosi a carico dell'apparato radicale causano, in relazione alla gravità dell'attacco, l'allettamento della pianta e la diminuzione della capacità di assorbimento dell'acqua, della luce e degli elementi nutritivi con conseguente calo di produzione. Le piante allettate tendono a risollevarsi dal suolo assumendo una tipica conformazione che viene definita "a collo d'oca".
Le piante colpite possono essere estratte dal terreno con facilità e i danni valutati tramite una scala definita Iowa scale con valori che vanno da 1 (nessun danno) a 6 (radice completamente distrutta). Attualmente è disponibile una scala semplificata con valori da 0 a 3.

L'entità dei danni dipende da numero di larve presenti, tipo di terreno, condizioni ambientali, pratiche agronomiche e irrigue, tipologia di ibrido e condizioni della pianta. I cali di resa aumentano se l'attacco delle larve coincide con uno stress per la pianta causato, ad esempio, da siccità o pratiche agronomiche errate.
Gli adulti sono polifagi e i danni causati al mais sono in genere limitati; essi si nutrono delle foglie e degli stimmi dell'infiorescenza femminile. In seguito, nelle fasi di maturazione lattea e cerosa, si nutrono a spese delle cariossidi senza però provocare danni ingenti. L'azione trofica esercitata sugli stimmi fiorali può tuttavia causare aborti fiorali, interferendo negativamente con l'allegagione e quindi con la formazione della spiga. Anche in questo caso i danni non sono in genere preoccupanti.

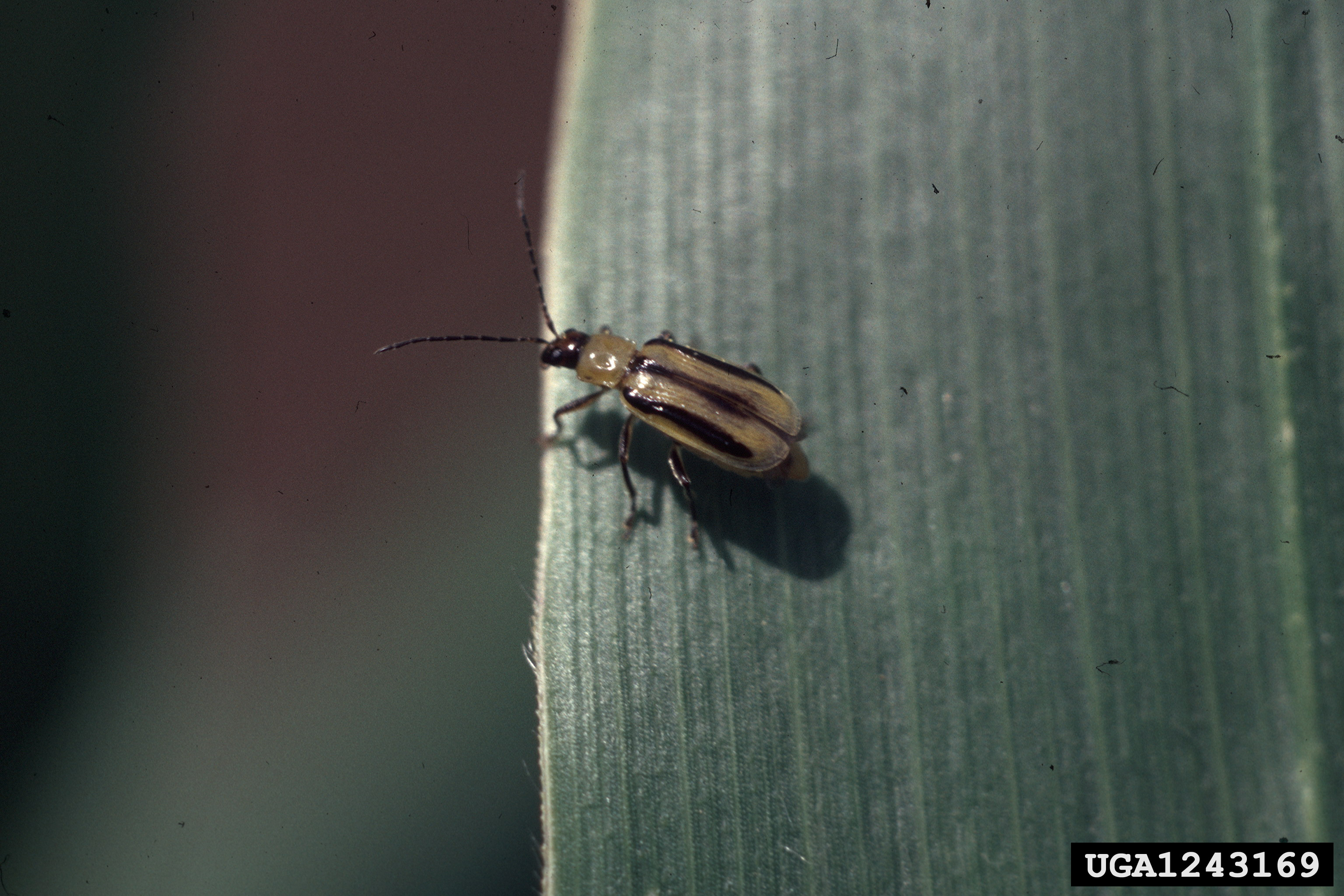
Adulto di Diabrotica su foglia di mais

## Lotta
La Diabrotica virgifera virgifera si può combattere con accorgimenti di tipo agronomico, chimico e biologico.

### Lotta agronomica
La lotta agronomica, di tipo preventivo è fondamentale per evitare infestazioni da parte di Diabrotica. Un corretto uso di tali strategie consente di ridurre di molto gli interventi, se non di eliminarli del tutto.

#### Rotazione
La diabrotica causa danni economici esclusivamente al mais in monosuccessione, che determina la formazione di popolazioni larvali consistenti. L'avvicendamento con altre specie causa la morte delle larve nel terreno che non trovano piante su cui alimentarsi. In genere la scelta della coltura che sostituisce il mais privilegia il fabbisogno aziendale e la redditività. A questo proposito possono essere coltivate soia, sorgo da granella, oppure colza o pisello proteico a semina autunnale.

#### Semina e scelta dell'ibrido
In genere le semine precoci sono da preferirsi poiché consentono alla pianta di giungere con le radici maggiormente sviluppate nel periodo di massima comparsa dell'insetto. Un apparato radicale vigoroso consente una miglior resistenza all'allettamento anche in seguito ad un danno subito dalle larve. Inoltre piante che hanno completato la fioritura risultano meno attrattive nei confronti della Diabrotica e determinano una minore attività di deposizione delle uova.
La scelta dell'ibrido deve ricadere su varietà con apparato radicale particolarmente vigoroso e con una buona resistenza all'allettamento, per le stesse ragioni espresse sopra. Al contrario le semine tardive (da maggio in avanti) coincidono con la schiusa delle uova e con la comparsa delle popolazioni larvali quando le radici sono ancora deboli e poco sviluppate.

#### Condizioni pedoclimatiche ed esigenze nutrizionali
L'andamento climatico influenza fortemente le popolazioni dell'insetto. In particolare primavere piovose favoriscono il mantenimento di popolazioni elevate di uova e larve; al contrario inverni e primavere miti e siccitose causano una elevata mortalità delle uova.
Le operazioni colturali devono creare le condizioni migliori per la crescita della pianta, in quanto un mais vigoroso, in ottime condizioni di rifornimento idrico e nutrizionale è nelle migliori condizioni per contrastare un attacco di Diabrotica. Le lavorazioni presemina devono mirare a favorire lo sgrondo delle acque in eccesso nel terreno in quanto i terreni umidi sono prediletti dalle femmine per la deposizione delle uova.
La rincalzatura favorisce la formazione di radici avventizie e quindi migliora la stabilità della pianta.

#### Modalità di raccolta
È consigliabile effettuare la raccolta del mais dopo il primo ottobre per evitare di trasportare in nuove zone femmine di Diabrotica ancora in grado di ovideporre; per lo stesso motivo si deve evitare di portare piante o parti di esse allo stato fresco al di fuori della zona infestata (ad esempio trinciato di mais) come anche il terreno che ospitato il mais.

### Impiego di OGM
Anche se in Italia è assolutamente vietata la coltivazione di piante geneticamente modificate sono state sviluppate cultivar di mais resistenti all'attacco della Diabrotica. Per giungere a questo risultato è stato inserito nel genoma del mais un gene isolato dal Bacillus thuringiensis, in grado di esprimere la proteina Cry3Bb1 (nelle ultime varietà di cereali geneticamente modificati vengono inserite più di un tipo di tossina Cry per contrastare l'insorgenza di insetti resistenti), mortalmente tossica per la diabrotica ma innocua per l'uomo. Tale mais resiste anche all'attacco della piralide del mais, altro insetto chiave per le coltivazioni maidicole.
Sono inoltre presenti varietà di mais geneticamente modificato resistenti all'allettamento, che grazie ad un maggior sviluppo radicale ed una maggior rapidità di ricaccio garantiscono il mantenimento della stabilità della pianta.
Nel 2025 uno studio ha esaminato le colture geneticamente modificate di 10 stati del midwest statunitense nei dieci anni precedenti, stabilendo che il coleottero da combattere aveva sviluppato la resistenza alle sementi di mais Bt.

### Lotta chimica
La strategia chimica si avvale dell'uso di prodotti concianti, geodisinfestanti, e trattamenti adulticidi. I geodisinfestanti vengono applicati al terreno al momento della semina del mais, per colpire le larve che sguscieranno dalle uova. Tale trattamento però, non sempre si dimostra efficace a causa del lungo tempo che intercorre tra l'applicazione del prodotto e la fuoriuscita delle larve dall'uovo.
I concianti vengono applicati al seme e consentono un contenimento parziale delle popolazioni larvali. In caso di forti infestazioni il danno economico non viene comunque evitato.
I trattamenti adulticidi effettuati al superamento della soglia, con prodotti a base di: Fenitrotion, Clorpyrifos, Deltametrina, Alphacipermetrina, consentono un buon contenimento degli adulti e delle ovideposizioni. Inoltre, con lo stesso trattamento è possibile contenere anche le popolazioni di Ostrinia nubilalis. Per essere efficaci i trattamenti chimici dovrebbero essere effettuati entro metà luglio.

### Lotta biologica
È possibile impiegare insetticidi a base di Bacillus thuringiensis, ammessi in agricoltura biologica. In alternativa preparati a base del nematode Steirnenema carpocapsae hanno dimostrato, in alcuni studi, una buona capacità di contenere le popolazioni di Diabrotica.

## Monitoraggio degli adulti
Il monitoraggio delle popolazioni di adulti è fondamentale per prevenire la comparsa dei danni e decidere le migliori strategie di lotta da attuare. Viene eseguito con apposite trappole cromotropiche tipo Pherocon AM collocate in campo dopo l'inizio dei voli (indicativamente a partire dalla metà di giugno, ma variabile ogni anno). Si utilizzeranno 3 trappole per appezzamento. La durata del monitoraggio sarà di 6 settimane con controllo settimanale e sostituzione delle trappole dopo la terza settimana. La sostituzione potrà avvenire anche prima se rovinate o se avranno catturato un elevato numero di adulti. Se dopo la fine del periodo di monitoraggio si saranno superate le 6 catture di adulti per trappola per giorno (corrispondenti a 756 adulti totali catturati alla fine del monitoraggio, cioè dopo 42 giorni) e che rappresenta la "soglia d'intervento", sarà opportuno prendere in considerazione l'avvicendamento per l'anno successivo, in quanto il rischio di una forte infestazione sarà molto elevato, o proteggere la coltura alla semina. Se le catture non supereranno i 300 adulti totali catturati dopo le prime due settimane di monitoraggio (corrispondenti a 50 catture per trappola per settimana 300=50 (catture)x3 (trappole) x2 (settimane) un intervento chimico non sarà consigliabile. Se le catture fossero invece superiori a 450 (cioè a 75 catture per trappola per settimana, dopo le prime due settimane, il trattamento sarà consigliabile perché risulterà elevata la probabilità di superare la soglia d'intervento sopra indicata al termine del periodo di monitoraggio. In questo caso il trattamento sarà da effettuarsi alla terza settimana dopo l'inizio del monitoraggio. Qualora dopo la seconda settimana si fosse in una situazione intermedia (tra 300 e 450 catture) si valuterà il loro andamento alla terza settimana, decidendo o meno di trattare la settimana successiva (la quarta).
La valutazione della presenza in campo di almeno il 10% di femmine gravide è il parametro più affidabile per decidere il momento migliore per attuare il trattamento, ma è anche di difficile stima da parte dell'agricoltore.

## Riferimenti normativi
In Italia la lotta verso La Diabrotica del mais è obbligatoria ai sensi del D.M. del 30 giugno 2004, "Misure fitosanitarie d'emergenza intese a prevenire la propagazione nella Comunità della Diabrotica virgifera virgifera Le Conte: recepimento della decisione 2003/766/CE del 24 ottobre 2003 della Commissione" pubblicato nella Gazzetta Ufficiale n. 297 del 20 dicembre 2004, oggi sostituito dal DM 13 giugno 2014 Attuazione della decisione n. 2003/766/CE, modificata dalle decisioni 2006/564/CE e 2008/644/CE, relativa alle misure d'emergenza intese a prevenire la propagazione nella Comunità di Diabrotica virgifera virgifera Le Conte.